# Estat Nord-oriental

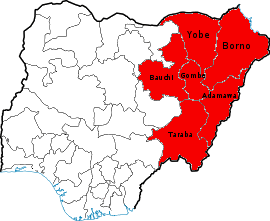
Estat del North-Eastern (o Nord-oriental), amb els nom dels estats successors.

L'estat Nord-Oriental (North-Eastern) fou una divisió administrativa de Nigèria creada el 27 de maig de 1967 amb la part oriental de la Regió del Nord de Nigèria (o Regió Septentrional). La seva capital era la ciutat de Maiduguri. El 3 de febrer de 1976, l'estat va ser dividit en els de Bauchi, Borno i Gongola. L'estat de Gombe va sorgir després per partició de l'estat de Bauchi, l'estat de Yobe va sorgir per partició de Borno i Gongola va donar origen als estats de Taraba i Adamawa. En foren governadors Musa Usman (28 de maig del 1967 – juliol del 1975) i Muhammadu Buhari (Juliol del 1975 – febrer del 1976).